# 棕冠蜂鸟
棕冠蜂鸟（学名：Lophornis delattrei），是雨燕目蜂鸟科的一种鸟类。
棕冠蜂鸟体重约2.8克，翼长约38.3毫米，嘴峰长约13.1毫米，喙宽度约1.2毫米，喙厚度约1.2毫米，跗蹠长约4.3毫米，尾长约23.1毫米。棕冠蜂鸟在其分布区内为留鸟，其栖息在半开放的人工改造的环境中，食性为草食性，主要食物来源是植物的花蜜。

## 亚种
- ：分布于从哥斯达黎加西南部至哥伦比亚中部的安第斯山脉。
- ：分布于厄瓜多尔南部至秘鲁东部和玻利维亚北部。[4]